# Rebus (televisieserie)
Rebus (2000-2007) is een Schotse misdaadserie die zich afspeelt rond de gelijknamige Detective-inspecteur John Rebus van Edinburgh CID en zijn Detective-sergeant Siobhan Clarke (een rol van Claire Price). Hun chef is Detective Chief Inspector Gill Templar. De serie is gebaseerd op de boeken van de Schotse schrijver Ian Rankin.

## Verhaal
Detective-inspector John Rebus is geen gemakkelijk man. Hij heeft de neiging zijn eigen gang te gaan en zich weinig aan te trekken van zijn superieuren of welke autoriteit dan ook. Zo heeft hij weinig ontzag voor zijn directe chef, Gill Templar. Templar en Rebus hebben ooit een relatie gehad en nadat ze aan de dijk is gezet, blijft Templar gevoelig voor nieuwe relaties die haar ondergeschikte aangaat. Rebus is een alcoholist, maar kan dit goed verbergen. Het liefst verblijft hij 's avonds en een groot deel van de nacht in de kroeg met diverse pints, whisky en de eenarmige bandiet. Zijn uitspraak "I drink and I think" (ik drink en denk na) is legendarisch, zeker omdat Rebus zijn meest geniale invallen krijgt in de kroeg. Hij is van Pools-Schotse afkomst en een trouwe supporter van de voetbalclub de Hibernian Football Club, kortweg de Hibs. Zijn verering heeft bijna religieuze trekjes en uit zich onder andere in het verzamelen van portretten van beroemde spelers uit het verleden van de club. Geheimzinnig is hij over zijn verleden bij de S.A.S. Het enige wat hij er over kwijt wil, is dat hij nog steeds nachtmerries heeft over zijn verrichtingen voor 'het regiment'. Rebus is gescheiden en heeft een dochter uit dat huwelijk, Sammy. Ook had hij een broer die te vroeg is overleden aan leverkanker. Als vrijgezel heeft hij de nodige avontuurtjes met diverse dames. Niet zelden wordt hij al na een paar dagen weer op straat gesmeten vanwege zijn onmogelijke arbeidsuren en drankgebruik. Andere opvallende kenmerken: Rebus draagt meestal zwart en rookt als een ketter. 
Rebus trouwe toeverlaat is Detective-sergeant Siobhan Clarke. Siobhan is veel jonger dan Rebus en een stuk fitter. Rebus laat haar graag het loopwerk doen terwijl hij in de kroeg 'drinkt en nadenkt'. Siobhan is echter niet op haar mondje gevallen en dient haar baas regelmatig van repliek. Ze maakt zich ook vrolijk over de affaires van Rebus met diverse vrouwen, niet zelden vanwege het leeftijdsverschil. Siobhan heeft zelf ook weleens een onenightstand, maar zich binden wil ze voorlopig niet. Hoewel Rebus en Siobhan goed met elkaar overweg kunnen blijft er afstand. Siobhan blijft Rebus 'sir' noemen en hoewel er een zweem van romantiek tussen de twee lijkt te hangen, gebeurt er verder nooit iets tussen hen.

## De vertolkers van Rebus
Aanvankelijk werd de rol van Rebus vertolkt door John Hannah. Hannah had succes met zijn serie McCallum en in 2000 besloot zijn productiemaatschappij, Clerkenwell Productions, om de boeken van Ian Rankin te bewerken voor televisie. Hannah maakte twee seizoenen met in totaal vier afleveringen  met zichzelf in de rol van Rebus. Hoewel de serie aanvankelijk hoge kijkcijfers haalde (naar de eerste aflevering Black and Blue keken 9 miljoen mensen), werd in 2001 het project gestaakt omdat de volgende afleveringen veel minder kijkers trokken. Over het algemeen werd Hannah te jong en te glad gevonden voor de rol van Rebus. In 2006 besloot SMG, een productiemaatschappij in Glasgow, de serie nieuw leven in te blazen. Ken Stott nam de rol van Rebus over. Ian Rankin (die een cameo speelde in The Falls) was met name enthousiast over de casting van Stott. Volgens Rankin is Rebus een vijftiger met ruwe trekjes en een door drank geteisterde stem. Stott paste prima in deze omschrijving. Stott die al politiemannen had gespeeld in The Messiah en Vice, is geboren in Edinburgh en is van Schots- Siciliaanse ouders. Voor Stott zat er een groot nadeel aan zijn rol. Hij is een fan van Heart of Midlothian F.C. en geen Hibsfan zoals zijn alter ego.

## Einde van de serie
In februari 2008 maakte ITV bekend dat Ken Stott niet langer in de huid van Rebus wilde kruipen. De serie werd stopgezet met de belofte dat er mogelijk in de toekomst 'specials' rond Rebus gemaakt konden worden. 

## Rolverdeling
- John Hannah - Detective-inspector John Rebus (2000-2001)
- Gayanne Potter - Detective-sergeant Siobhan Clarke (2000-2001)
- Sarah Stewart - Detective Chief Inspector Gill Templar (2000-2001)
- Ken Stott - Detective-inspector John Rebus (2006-2007)
- Claire Price - Detective-sergeant Siobhan Clarke (2006-2007)
- Jennifer Black - Detective Chief Inspector Gill Templar (2006-2007)

## De afleveringen
Seizoen 1 (met John Hannah als Rebus)
- 1  Black and Blue - 2000
- 2  The Hanging Garden - 2001

Seizoen 2 (met John Hannah als Rebus)
- 3  Dead Souls - 2001
- 4  Mortal Causes - 2004  (aflevering van 2001 uitgesteld naar 2004 als gevolg van de aanval op de Twin Towers, 11.9.2001)

Seizoen 3 (met Ken Stott als Rebus)
- 5  The Falls - 2006
- 6  Fleshmarket Close - 2006

Seizoen 4 (met Ken Stott als Rebus)
- 7  Black Book - 2006
- 8  A Question of Blood - 2006
- 9  Strip Jack - 2006
- 10  Let It Bleed - 2006

Seizoen 5 (met Ken Stott als Rebus)
- 11  Resurrection Men - 2007
- 12  The First Stone - 2007
- 13 The Naming of the dead - 2007
- 14 Knotts and crosses - 2007

## Dvd
In Nederland is seizoen 1 en 2 uitgebracht als Rebus seizoen 1 en bevat de afleveringen: Black and Blue, The Hanging Garden, Dead Souls en Mortal Causes. Seizoen 3 is uitgebracht op dvd als Rebus seizoen 2 en omvat de afleveringen The Falls, Fleshmarket Close en Black Book (de eerste aflevering van seizoen 4).